# Зельбман, Фриц
Фри́дрих Вильге́льм «Фриц» Зе́льбман (нем. Friedrich Wilhelm «Fritz» Selbmann; 29 сентября 1899, Лаутербах, Гессен — 26 января 1975, Восточный Берлин) — немецкий партийный деятель, министр ГДР и писатель.

## Биография
Фриц Зельбман родился в семье кузнеца, начал работать на шахте с 17 лет. Участвовал в Первой мировой войне и в 1918 году был избран в совет рабочих и солдатских депутатов. В 1920 году Зельбман вступил в Независимую социал-демократическую партию Германии, в 1922 году — в Коммунистическую партию Германии. В годы Веймарской республики неоднократно арестовывался и приговаривался к срокам тюремного заключения. В 1930—1933 годах являлся депутатом прусского ландтага, в 1932—1933 годах избирался в рейхстаг. Фриц Зельбман был участником нелегального заседания ЦК КПГ во дворце спорта в Цигенхальсе 7 февраля 1933 года. В 1933 году Зельбман был арестован и пережил эпоху национал-социалистов в тюрьмах и концентрационных лагерях.
После войны занимал высокие должности в Советской зоне оккупации Германии и впоследствии в ГДР, в частности, работал министром промышленности, министром тяжёлой промышленности и заместителем председателя Государственной плановой комиссии и Совета народного хозяйства ГДР.
Во время событий 17 июня 1953 года Зельбман оказался в числе немногих видных деятелей СЕПГ, которые решились выйти к бастующим в Берлине. Когда 16 июня 1953 года тысячи рабочих строителей вышли на площадь перед Домом министерств на Лейпцигской улице, чтобы выразить свой протест против повышения норм труда, Зельбман вышел к демонстрантам и попытался обратиться к ним, встав на письменный стол. Но недовольство рабочих было уже слишком велико. Даже сообщение Зельбмана о том, что Политбюро отменило повышение норм труда, не смогло успокоить толпу. Негативную реакцию собравшихся вызвало и упоминание Зельбмана о том, что он тоже является рабочим. Зельбман был вынужден уступить. Протесты рабочих превратились в народное восстание. В своём докладе на партактиве в Дрезден 21 июня 1953 года Зельбман назвал события 17 июня 1953 года «страшным позорным пятном на немецком рабочем движении» и сравнил их с нападением Германии на Советский Союз 22 июня 1941 года.
В 1954—1958 годах Зельбман входил в состав ЦК СЕПГ. В 1958 году Зельбман был отстранен от своих политических и государственных постов за «отщепенческие действия» в связи с так называемой фракционной деятельностью Карла Ширдевана и Эрнста Волльвебера. Зельбман занялся литературной деятельностью, главной темой его творчества стало выполнение социалистических планов.
До своей смерти Фриц Зельбман занимался писательской деятельностью. В 1969—1975 годах занимал должность заместителя председателя Союза писателей ГДР. Похоронен в Мемориале социалистов на Центральном кладбище Фридрихсфельде.

## Сочинения
- 1961: Die lange Nacht
- 1962: Die Heimkehr des Joachim Ott, Roman, Mitteldeutscher Verlag, Halle/Saale
- 1965: Die Söhne der Wölfe
- 1969: Alternative, Bilanz, Credo, автобиография
- 1973: Der Mitläufer
- 1999: Acht Jahre und ein Tag. Bilder aus den Gründerjahren der DDR, автобиография